# Pont-Salomon

Pont-Salomon este o comună în departamentul Haute-Loire, Franța. În 2009 avea o populație de 1,880 de locuitori.